# 柔福帝姫
柔福帝姫（じゅうふくていき、1111年 - 1141年?）は、北宋の徽宗の第20皇女（夭逝を除いて第10皇女）。諱は嬛嬛、あるいは多富。

## 経歴
懿粛貴妃王氏の三女として生まれた。趙植・恵淑帝姫・康淑帝姫の同母妹、趙金児（賢福帝姫）・趙機の同母姉である。
柔福公主の位を授けられ、のち柔福帝姫の位を改授された。
靖康の変後、金に連行され、凌辱を受けて妊娠し、流産した。金の天会5年（1127年）6月7日、賢妃韋氏（顕仁皇后、高宗の母）などの女性たちと共に洗衣院に下された。その後、徐還という男と結婚した。1141年、病死したという。

## 偽帝姫の出現および病死説に対する異説
建炎4年（金の天会8年、1130年）、南宋に一人の女が突然現われ、柔福帝姫を自称した。女は容貌がよく似ていて、宮中の旧事もよく憶えており、洗衣院から逃亡したとも称した。高宗に福国長公主の位を授けられ、後に高世栄に降嫁した。
12年後（南宋の紹興12年、金の皇統2年、1142年）、金と南宋の間に紹興の和議が成立し、高宗の母の韋氏が高宗の許に還された。韋氏が「柔福帝姫は亡くなった」と明かしたことから、福国長公主は拷問を受けた末、自分は静善という尼僧であることを自供し、処刑された。病死したという（本物の）柔福帝姫には、和国長公主の位が追贈された。
しかしその後、南宋では様々な噂が絶えなかった。一説に、金で徐還の妻になったのが静善で、福国長公主は本物の柔福帝姫であったという。また一説に、韋氏は柔福帝姫と共に洗衣院に入り娼婦となった後、共に金の宗室完顔宗賢の側室とされ、その際に柔福帝姫に恨みを抱くようになり、殺害したという。
また、この福国長公主は奴婢の殺害を数多く行い、屋敷に埋めた。その後、屋敷は凶宅になった。
井上祐美子の短編小説「公主帰還」は、この事件を題材としている。

## 伝記資料
- 『靖康稗史箋證』
- 『柔福公主特改封柔福帝姫制』
- 『宋会要輯稿』
- 『建炎以来朝野雑記』